# Chlorečnanové trhaviny
Chlorečnanové trhaviny jsou směsi chlorečnanů (typicky chlorečnanu draselného, méně často chlorečnanu sodného a vzácně jiných) s palivem, popř. směsí paliva a pojiva.
Palivo může být zároveň (slabší) výbušninou. Nejběžnějším příkladem chlorátové výbušniny je směs 90 % chlorečnanu draselného a 10 % vazelíny. Taková směs je do jisté míry plastická a lze ji odpálit silnější rozbuškou. Chlorátové výbušniny jsou slabé až středně silné trhaviny s detonační rychlostí 2500 – 4000 m/s. Pro svoji obecně nižší chemickou i fyzikální stabilitu nemají chlorátové výbušniny v moderním průmyslu uplatnění a jedná se tak spíše o směsi s historickým významem.
Cheddity mají význam v teroristických útocích, neboť chlorečnan sodný je podomácku lehce dostupný např. elektrolýzou soli i jinými cestami (je ale silně hygroskopický), popř. v amatérské chemii (malá množství chlorečnanu draselného lze získat i z hlaviček zápalek). Nejznáměnším použitím trhaviny na bázi chlorečnanu byl teroristický útok v Bali roku 2002. Prodej chlorečnanů je v EU od září 2014 silně omezen.